# Contea di Webster (Nebraska)
La contea di Webster (in inglese Webster County) è una contea dello Stato del Nebraska, negli Stati Uniti. La popolazione al censimento del 2000 era di 4 061 abitanti. Il capoluogo di contea è Red Cloud.

## Comuni
City
- Blue Hill
- Red Cloud

Villaggi
- Bladen
- Cowles
- Guide Rock

CDP
- Inavale